# سکس و لذت
سکس و لذت (به ایتالیایی: Sesso e volentieri) فیلمی ایتالیایی به کارگردانی دینو ریسی است که در سال ۱۹۸۲ منتشر شد.
از بازیگران آن می‌توان به لائورا آنتونلی، گلوریا گوئیدا، مارگارت لی، گاستونه پسکوچی و ایلوش خوشابه اشاره کرد.